# Lynn Frazier

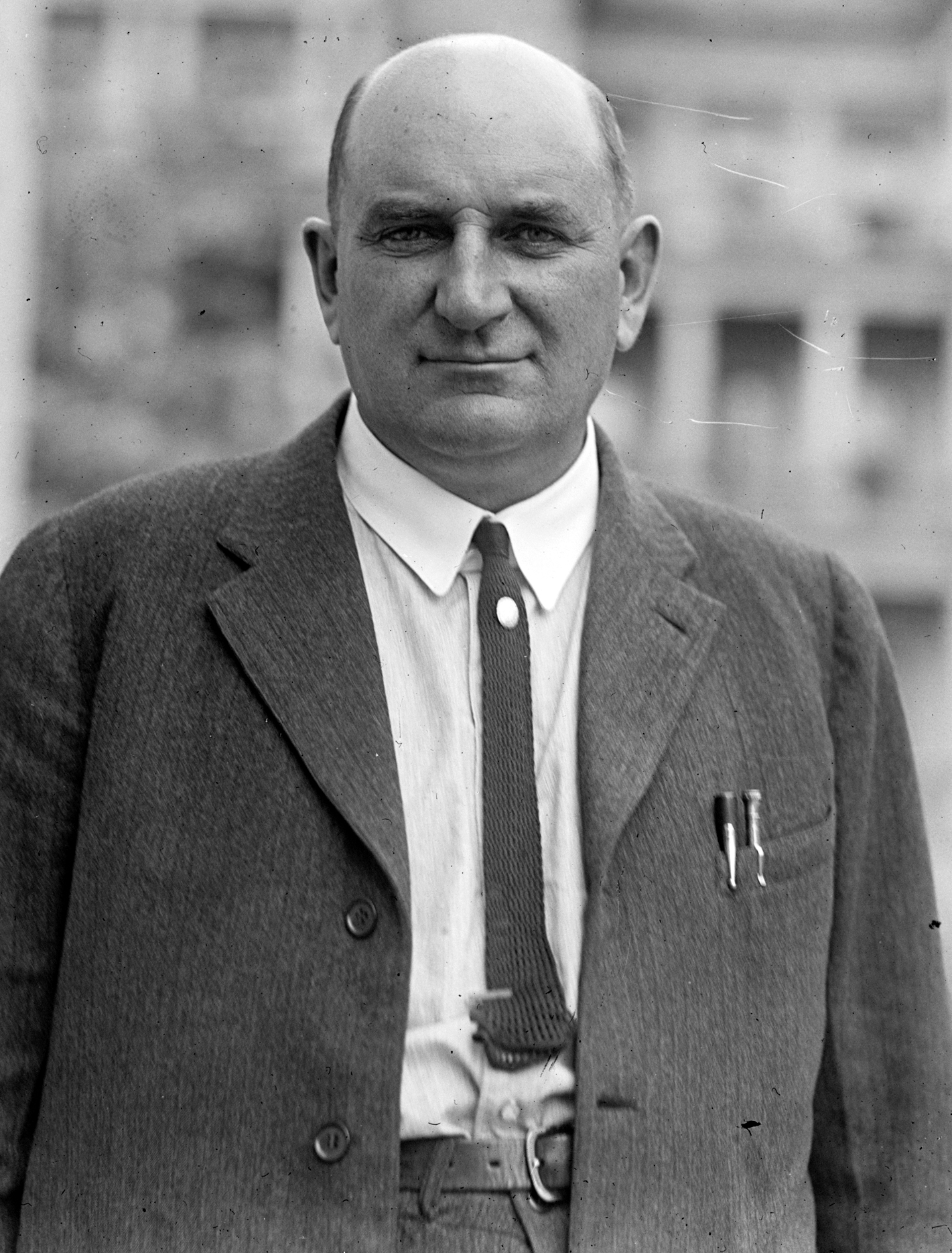
Lynn Frazier (1923)

Lynn Joseph Frazier (* 21. Dezember 1874 in Medford, Minnesota; † 11. Januar 1947 in Riverdale, Maryland) war ein US-amerikanischer Politiker und von 1917 bis 1921 der zwölfte Gouverneur von North Dakota. Diesen Bundesstaat vertrat er außerdem im US-Senat.

## Frühe Jahre
Bereits im Jahr 1881 zog Lynn Frazier mit seinen Eltern in das Dakota-Territorium, wo die Familie sich im Pembina County niederließ. Dort besuchte Frazier auch die örtlichen Schulen. Bis 1895 studierte er an der Mayville State Normal School und dann bis 1901 an der University of North Dakota in Grand Forks. Danach betätigte er sich in der Landwirtschaft.

## Neue Parteien in North Dakota
In den Jahren nach 1915 waren die beiden traditionellen Parteien, die Republikaner und die Demokraten, in North Dakota etwas in den Hintergrund getreten. Dafür hatten die Nonpartisan League (NPL) und die Independent Voters Association (IVA) vorübergehend deren Platz eingenommen. Beide standen in scharfer Opposition zueinander. Die NPL vertrat eher sozialistische Standpunkte und war auch von dem ehemaligen Sozialisten A. C. Townley gegründet worden. Die Partei war kurzzeitig bundesweit organisiert, erreichte aber in North Dakota ihre größten Erfolge. Mit Lynn Frazier und Walter Maddock stellte sie in diesem Staat zwischen 1917 und 1929 zwei Gouverneure. Die IVA wurde als Opposition zu der NPL von konservativen und kapitalistischen Kräften gegründet, deren Interessen sie vertrat. Mit Ragnvald A. Nestos und George F. Shafer stellte sie in den 1920er Jahren ebenfalls zwei Gouverneure. Seit 1933 spielten beide Parteien in North Dakota keine größere Rolle mehr. Die Republikaner und die Demokraten stellten die alten Machtverhältnisse wieder her.

## Gouverneur von North Dakota
Im Jahr 1916 wurde Frazier zum neuen Gouverneur gewählt. Er hatte für die NPL kandidiert und war mit 79 % der Stimmen gewählt worden. In den Jahren 1918 und 1920 wurde er jeweils bestätigt. In den ersten beiden Amtszeiten war Frazier als Gouverneur sehr populär. Damals wurde das Frauenwahlrecht in North Dakota eingeführt. Neben der Unterstützung der Kriegsanstrengungen der Bundesregierung für den laufenden Ersten Weltkrieg wurden in North Dakota große Veränderungen eingeführt. Man setzte auf staatseigene Betriebe in allen Wirtschaftsbereichen. So entstanden unter anderem die Staatsbank (Bank of North Dakota) und eine staatliche Mühle. Eine Industriekommission, der der Gouverneur, der Justizminister, der Landwirtschaftsminister und der Wirtschaftsminister angehörten, wurde gegründet, um die Leistung dieser staatlichen Betrieb zu kontrollieren. Das Steuer- und Versicherungswesen wurde ebenfalls reformiert.
Eine Verfassungsänderung trat in Kraft, wonach Amtspersonen per Abstimmung ihres Amtes enthoben werden konnten. Allerdings sollte Frazier das erste Opfer dieser Klausel werden. Der Grund für diese Maßnahme lag neben der kritischen Haltung der Opposition an einer Wirtschaftskrise, die sich nach dem Ersten Weltkrieg entfaltet hatte. Unter der Krise litt die Landwirtschaft besonders schwer. Die oppositionelle IVA sah in der Industriekommission und der Gründung staatlicher Betriebe einen Grund für die Krise und betrieb erfolgreich die Absetzung des Gouverneurs durch einen Recall. Er war damit der erste Gouverneur eines US-Bundesstaates, der auf diese Weise sein Amt verlor. Insgesamt wiederholte sich dieses Verfahren bis heute nur noch einmal in Kalifornien im Jahr 2003, als Gouverneur Gray Davis durch Arnold Schwarzenegger ersetzt wurde. Zum dritten Abwahlverfahren in der US-Geschichte kam es am 5. Juni 2012 in Wisconsin, wo sich Gouverneur Scott Walker (Republikaner) dem Verfahren stellen musste. Dieser überstand jedoch im Gegensatz zu Frazier und Davis die Abwahl.

## Weitere Laufbahn
Nach dem abrupten Ende seiner Amtszeit als Gouverneur wurde Frazier für die Republikanische Partei in den US-Senat gewählt. Dort verblieb er zwischen 1923 und 1941, ehe er im Jahr 1940 in der Primary gegen William Langer verlor. Nach dem Ausscheiden aus dem Kongress widmete sich Frazier seinen privaten Geschäften. Er verstarb im Januar 1947. Lynn Frazier war zweimal verheiratet und hatte insgesamt fünf Kinder.

## Politische Positionen
Im Senat wendete er sich als einer von fünf Republikanern gegen den Immigration Act of 1924, der die Einwanderungsbeschränkungen insbesondere für Süd- und Osteuropäer sowie bestimmte asiatische Herkunftsländer weiter verschärfte.